# Palojärvi (sjö i Finland, Norra Karelen, lat 63,43, long 28,75)
Palojärvi är en sjö i Finland. Den ligger i kommunen Nurmes i landskapet Norra Karelen, i den centrala delen av landet, 400 km nordost om huvudstaden Helsingfors. Palojärvi ligger 161,6 meter över havet. Den är 8 meter djup. Arean är 1,66 kvadratkilometer och strandlinjen är 7,83 kilometer lång. Sjön  ingår i Vuoksens huvudavrinningsområde.   I omgivningarna runt Palojärvi växer i huvudsak barrskog.